# Edward Daly
Edward Daly, D.D. (Belleek, 5 de dezembro de 1933 – 8 de agosto de 2016) foi um padre e autor católico romano irlandês. Ele serviu como bispo de Derry de 1974 a 1993. Daly participou em várias marchas pelos direitos civis e eventos durante o Conflito na Irlanda do Norte; ele aparece na fotografia icônica do Domingo Sangrento, agitando um lenço branco manchado de sangue enquanto ele acompanha um grupo carregando um homem mortalmente ferido depois que as tropas britânicas abriram fogo contra os manifestantes.